# Cantharellus ianthinoxanthus
Cantharellus ianthinoxanthus é uma espécie de fungo pertencente à família Cantharellaceae.